# Argos (hond)

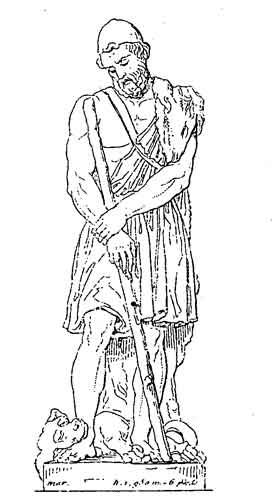
Odysseus en Argos, op een 19e-eeuwse afbeelding

Argos is de hond van Odysseus in de Griekse mythologie, met name in de Odyssee van Homerus.
Argos was een jachthond van Odysseus. Toen Odysseus vertrok om ten strijde te trekken tegen Troje liet hij deze trouwe hond achter. In de afwezigheid van Odysseus werd Argos erg verwaarloosd: van de vrijers die het paleis van Odysseus nu bewoonden kreeg hij geen aandacht.
Toen Odysseus na zijn 20 jaar terugkwam op Ithaka vond hij zijn vieze hond op een mesthoop terug.
Ook al was Odysseus verkleed als zwerver (om de vrijers te misleiden) herkende Argos zijn oude baas. De hond begroette zijn baas blij en blies daarna zijn laatste adem uit.